# Filder

Historische Reklame

Die Filder (Plural) – auch Filderebene, Filderhochebene oder Filderhöhe – sind eine leicht gewellte, fruchtbare Hochebene in Baden-Württemberg, die sich über die Westhälfte des Landkreises Esslingen und die südlichen Stadtbezirke der Landeshauptstadt Stuttgart erstreckt. Geologisch ist sie durch Überformung einer Verwerfungszone aus der Lias-Zeit entstanden.
Zum Naturraum Filder (Haupteinheit 106) des Schwäbischen Keuper-Lias-Lands im Südwestdeutschen Stufenland wird außerdem noch das Nürtinger-Esslinger Neckartal gezählt, das aber nicht zur Landschaft der Filderebene im eigentlichen Sinne gehört.

## Name
Der Name „Filder“ ist wortverwandt zum heute üblichen „Feld“ („Felder“) bzw. dem Ausdruck Gefilde und lässt sich durch die landwirtschaftliche Nutzung und Fruchtbarkeit der Gegend erklären. „Filder“ ist der historische Plural zum im Mittelalter für die Landschaft gebräuchlichen Wort „Fild“. Schriftdeutsch korrekt ist daher der Name immer im Plural zu verwenden („die Filder“) und entsprechend zu flektieren, so wie er z. B. im Ortsnamen „Neuhausen auf den Fildern“ erscheint. Für Ortsangaben wird im Deutschen die Präposition „auf“ verwendet („auf den Fildern“ analog zu „auf den Feldern“). Der Name wird mitunter falsch flektiert, was möglicherweise daher rührt, dass die Wortherkunft bei Sprechern und Schreibern unbekannt ist oder bei der Flexion nicht beachtet wird. So wird die Region beispielsweise als „die Fildern“ (Plural, jedoch falsch flektiert) bezeichnet.
Seltener ist der Gebrauch im Singular, z. B. bei Ortsangaben „auf der Filder“. Er rührt daher, dass im regionalen Schwäbisch der Name als Singular („uff dor Fildor“) fest verankert ist.

## Geographie

### Lage und Geländeform
Die Filder erheben sich südlich mehr als 200 m über das in einem Talkessel gelegene Stadtzentrum Stuttgarts. Im Norden steil aus dem Tal des Nesenbachs aufsteigend, erreicht die Filderebene im Nordwesten an der Bernhartshöhe maximal 549 m ü. NN, von wo aus sie mit einem Gefälle von etwa einem Prozent nach Südosten abfällt. Das Neckar- und das Aichtal begrenzen die Filder im Osten und Süden. Im Südwesten schließt sich die Waldfläche des Schönbuchs, im Nordwesten der Glemswald an. Die Filderebene wird hauptsächlich durch die in west-östlicher Richtung zum Neckar fließende Körsch entwässert.
Auch das Neckartal zwischen Neckartenzlingen und Esslingen gehört von der naturräumlichen Zuordnung zu den Fildern.
Die naturräumliche Untergliederung:
- 106 Filder
  - 106.1 Schönbuchfilder
    - 106.10 Grötzinger Platte
    - 106.11 Harthauser Sattel
    - 106.12 Innere Fildermulde
    - 106.13 Nördlicher Fildersattel

  - 106.2(0) Nürtinger-Esslinger Neckartal
  - 106.3(0) Schurwaldfilder

### Gemeinden
Auf der Filderebene leben rund 300.000 Menschen. Wichtige Städte sind Filderstadt, Leinfelden-Echterdingen und Ostfildern, weitere Gemeinden sind Neuhausen auf den Fildern, Denkendorf und Wolfschlugen. Im Norden liegen die Stuttgarter Stadtbezirke Vaihingen, Möhringen, Degerloch, Sillenbuch, Birkach und Plieningen. Im Osten, am Hang zum Neckartal, befinden sich die Esslinger Stadtteile Berkheim und Zollberg, in der Stadt Aichtal am südlichen Rand fällt die Hochebene in das gleichnamige Tal ab.

### Berge
Zu den Bergen der Filder gehören:
- Bernhartshöhe (549 m ü. NN), bei Vaihingen am Autobahnkreuz gelegen, höchster Punkt Stuttgarts
- Bopser (485,2 m ü. NN), hier befinden sich der Stuttgarter Fernsehturm und das Sportzentrum Waldau (mit dem Gazi-Stadion auf der Waldau, Heimspielstätte der Stuttgarter Kickers)

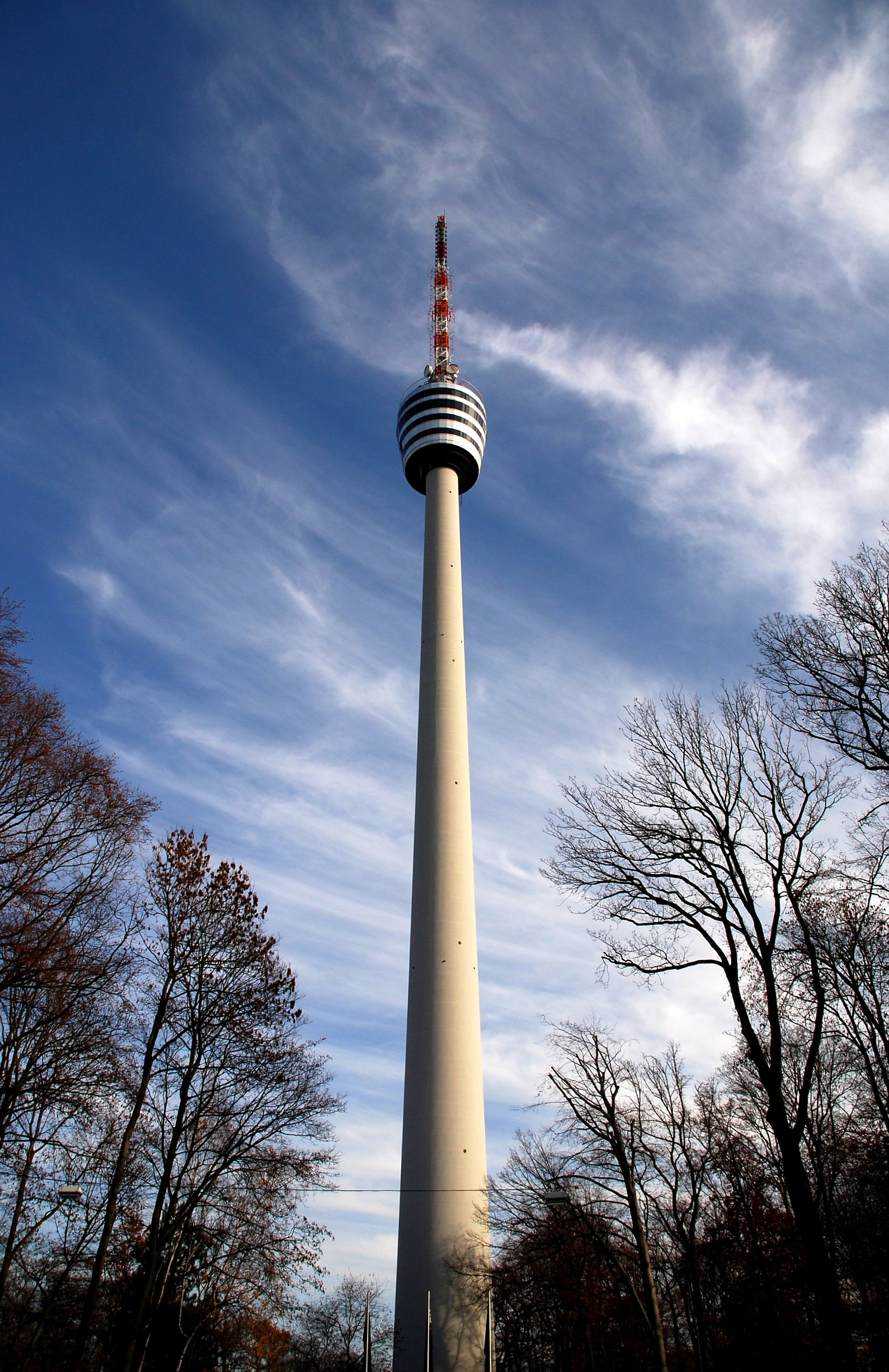
Stuttgarter Fernsehturm am Rande der Filder

- Frauenkopf (462,3 m ü. NN), Standort des Stuttgarter Fernmeldeturms
- Raichberg (ca. 421 m ü. NN), Stuttgart-Ost, Standort des  Stuttgarter Funkturms

### Schutzgebiete
Unter dem Namen Filder besteht seit 2005 ein FFH-Gebiet, das aus acht Teilflächen besteht. Die Teilgebiete sind zusammen 697,0 Hektar groß und führen die Schutzgebietsnummer 7321-341. Unter Schutz gestellt wurden Buchenwälder an Talhängen, artenreiche Wiesen und Streuobstwiesen im Ballungsraum von Stuttgart bei
Plieningen sowie ausgekieste Baggerseen in der Neckaraue mit Weichholzaue und Hochstaudenfluren.
Drei Naturschutzgebiete liegen ebenfalls auf der Filderhochfläche:
- Nr. 1158 – Denkendorfer Erlachsee mit 4,4 Hektar
- Nr. 1173 – Weidach- und Zettachwald mit 226,0 Hektar
- Nr. 1180 – Häslachwald mit 53,6 Hektar

Vier weitere zum Naturraum Filder gehörende Naturschutzgebiete liegen im Neckartal
- Nr. 1085 – Grienwiesen (Schülesee) mit 11,5 Hektar
- Nr. 1090 – Wernauer Baggerseen mit 32,1 Hektar
- Nr. 1158 – Am Rank (Röhmsee) mit 13,0 Hektar
- Nr. 1184 – Neckarwasen mit 13,3 Hektar

## Geologie
Auf den Fildern befindet sich eine geologische Verwerfung, der Fildergraben, der sich zwischen Schönbuch und dem Schurwald erstreckt. Im Tertiär ist die Erdkruste auf ungefähr 30 km Länge und 14 bis 15 km Breite bis zu 110 m abgesunken. In Richtung der Schwäbischen Alb steigt der Boden des Grabens allmählich. An der Nordseite ist die starke tektonische Beanspruchung des Gebirges durch Verwerfungen und intensive Zerklüftungen noch deutlich zu erkennen.
Die Filder sind hauptsächlich aus Schichten des Keupers aufgebaut, der vom Schwarzen Jura (Lias) überdeckt wird. Die Keuper-Schichten bestehen aus Unteren Bunten Mergeln, Kieselsandstein, Oberen Bunten Mergeln, Stubensandstein und Knollenmergel. Im Eiszeitalter wurde auf die Filderebene eine mächtige, bis zu vier Meter starke Lössschicht aufgeweht, die in den Kälteperioden der Eiszeiten in anderen Gebieten durch Winderosion abgetragen und hier abgelagert wurde. Später entstand daraus durch Verwitterung Lösslehm (Filderlehm), der für die fruchtbaren Böden der Filderebene verantwortlich ist. Seit der Jungsteinzeit (ca. 5500 v. Chr.) lassen Siedlungsspuren auf Ackerbau schließen.

## Nutzung

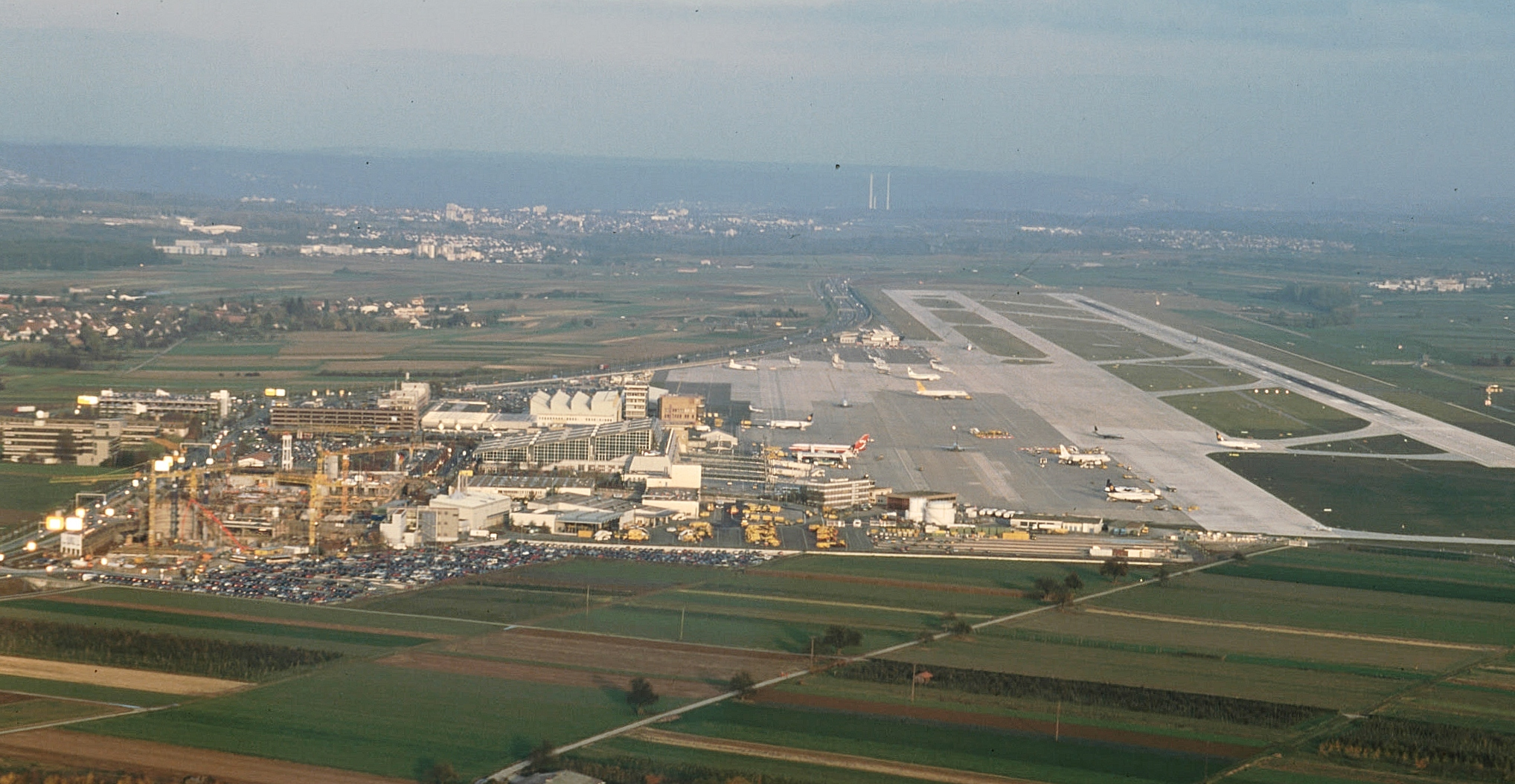
Manfred-Rommel-Flughafen. Die Kraftwerkstürme im Hintergrund gehören zum Heizkraftwerk Altbach/Deizisau im gut 100 m tiefer gelegenen Neckartal. Dahinter am Horizont der Schurwald.

Mit den besonders fruchtbaren Lössböden ist die Filderebene sehr gut für die landwirtschaftliche Erzeugung geeignet. Rund 50 Prozent der Filderböden erreichen eine Bodenwertzahl von 75 und mehr, an einigen Stellen über 90. Die Parabraunerden der Filder zählen zu den fruchtbarsten Böden Deutschlands. Weithin bekannt sind die Filder durch das spitzköpfige Filderkraut, das jedoch maschinell im Vergleich zu rund wachsenden Krautsorten schwieriger zu verarbeiten ist und daher immer mehr durch solche ersetzt wird. Neben Kraut werden auch andere Gemüsesorten zur Versorgung der Region angebaut.
Die landwirtschaftliche Nutzfläche verringert sich allerdings seit Jahrzehnten in dramatischem Maße zugunsten der Siedlungs- und Verkehrsflächen. Neben der massiven Erweiterung der verstädterten Dörfer sind zu nennen
- Großprojekte wie die Erweiterung des Flughafens Stuttgart,
- die im Zuge von Stuttgart 21 geplante Neubaustrecke vom Stuttgarter Hauptbahnhof am Flughafen vorbei bis nach Wendlingen,
- der laufende Ausbau der A 8
- und die großflächige Neue Messe Stuttgart.

Um diese Verluste aufzufangen und wichtige Naturräume von Bebauung freizuhalten, wird das Konzept eines Naturparks Filderpark entwickelt. Mit diesem Konzept soll auch die Nutzung der noch verbliebenen restlichen Freiflächen zur Naherholung bei der Raumplanung berücksichtigt werden.

## Filder als Namensgeber
Die Bezeichnung „Filder“ findet sich neben den in den 1970er Jahren im Rahmen der Gebietsreform kreierten Städtenamen Filderstadt und Ostfildern vor allem in regionalen Infrastruktureinrichtungen wie der Filderwasserversorgung oder der Filderauffahrt. Verschiedene lokale Bahnstrecken werden als Filderbahn bezeichnet. In Filderstadt gibt es ein Krankenhaus mit dem Namen Filderklinik, ein Kongresszentrum namens FILharmonie und das Erlebnisbad Fildorado, in Leinfelden die Filderhalle. Die Stuttgarter Messe wird in Abgrenzung zum alten Standort auf dem Stuttgarter Killesberg auch als „Fildermesse“ bezeichnet.